# Śrī Laṁkā Mātā
Śrī Laṁkā Mātā è l'inno nazionale dello Sri Lanka. Il testo originale è stato scritto dal poeta bengalese Rabindranath Tagore, tradotto e musicato nel 1940 da Ananda Samarakoon. Il brano è stato adottato come inno nel 1951.

## Testo
Sri Lanka Matha,
apa Sri Lanka, Namo Namo Namo Namo Matha
Sundara siri barini, Surendi athi Sobamana Lanka
Dhanya dhanaya neka mal palathuru piri, Jaya bhoomiya ramya.
Apa hata sapa siri setha sadana, jeewanaye Matha!
Piliganu mena apa bhakthi puja namo namo matha
Apa Sri Lanka,
Namo Namo Namo Namo Matha
Obawe apa widya,
Obamaya apa sathya
Obawe apa shakti,
Apa hada thula bhakthi
Oba apa aloke,
Aapage anuprane
Oba apa jeewana we,
Apa mukthiya obawe
Nawa jeewana demine
Nnithina apa Pubudu karan matha
Gnana weerya wadawamina ragena yanu
mena jaya bhoomi kara
Eka mawekuge daru kala bawina
yamu yamu wee nopama
Prema wada sama bheda durara da
Namo Namo Matha
Apa Sri Lanka, Namo Namo Namo Namo Matha

## Traduzione
Tu Madre Lanka, o Madre Lanka ti salutiamo, salutiamo, salutiamo, salutiamo te!
Abbondante in prosperità, tu,
Bella di grazia e di amore,
Colma di grano e frutta polposa,
E fiori profumati di colore raggiante,
Datrice di vita e di tutte le cose buone,
Nostra terra di gioia e di vittoria,
Ricevi la nostra lode grata e sublime, noi ti adoriamo, adoriamo te.
O Madre Lanka! Ti salutiamo, salutiamo, salutiamo, salutiamo te!
Tu ci hai dato conoscenza e verità,
Tu sei la nostra forza e fede interiore,
La nostra luce divina e l'essere senziente,
Soffio di vita e di liberazione.
Donaci, abbondanza gratuita ed ispirazione.
Ispirarci per sempre.
O Madre Lanka! Ti salutiamo, salutiamo, salutiamo, salutiamo te!
Nella saggezza e nella forza rinnovata,
I dispiaceri, l'odio e le lotte sono tutti finiti,
Sei avvolta nell'amore, sei una nazione potente
Marciando avanti, tutti per uno,
Ci porti, Madre, alla totale libertà, noi ti adoriamo, adoriamo te.
O Madre Lanka! Ti salutiamo, salutiamo, salutiamo, salutiamo te!